# Doğantepe, Amasya
Doğantepe là một thị trấn thuộc thành phố Amasya, tỉnh Amasya, Thổ Nhĩ Kỳ. Dân số thời điểm năm 2010 là 1.314 người.